# Клесты (деревня)
 Клесты  — деревня в Санчурском муниципальном округе Кировской области.

## География
Расположена на расстоянии примерно 23 км по прямой на запад-северо-запад от райцентра поселка Санчурск.

## История
Основана в 1860 году переселенцами из-под Котельнича. В 1905 году здесь (починок Клестовский) было учтено дворов 26 и жителей 191, в 1926 (деревня Клесты) 40 и 223, в 1950 48 и 132, в 1989 23 жителя . С 2006 по 2019 год входила в состав Корляковского сельского поселения.

## Население
Постоянное население составляло 8 человека (русские 100%) в 2002 году, 3 в 2010.